# Huayqueriana cristata
Huayqueriana cristata és una espècie extinta de litoptern relacionat amb Macrauchenia i que pertanyia a la mateixa família, la dels macrauquènids. Visqué a Sud-amèrica durant el Miocè. S'extingí fa uns 6,8-9,0 Ma. El nom genèric Huayqueriana deriva del nom de la formació Huayquerías.